# Skarp Salling Kirke
Skarp Salling Kirke eller blot Salling Kirke ligger i Salling Sogn, Slet Herred i det tidligere Aalborg Amt.
Skarp Salling Kirke er en særegen landsbykirke, der mest af alt minder om en domkirke i miniformat. Den fremstår som en romansk treskibet basilika med et højt midterskib (højkirken) og lave sideskibe, og som sådan er den beslægtet med kirkerne i Starup ved Haderslev og Tamdrup ved Horsens samt Vestervig Kirke i Thy.

## Bygningshistorie
Kirken er bygget ved midten af 1100-tallet. Byggematerialet er tilhuggede granitkvadre, bygget på skråkantsokkel. Højkirkens mure bæres af fire rundbuede arkader på firkantede søjler ind mod hvert sideskib. På sideskibenes østsider er der små apsider. Det nærmest kvadratiske kor afsluttes ligeledes af en apsis, der er lidt større og udsmykket med pilastre og rundbuer. Højkirken og koret havde bjælkelofter, apsiderne havde halvrunde hvælvinger, mens de lave sideskibe blot blev afsluttet af den temmelig lave spærkonstruktion. De forholdsvis rige skulpturer har mindelser om Ribe og Viborg Domkirker. Ved vestsiden har der muligvis været et tårn oprindeligt, men i hvert fald blev der i den senere middelalder bygget et tårn oven på højkirkens vestende.

## Senere ombygninger
Omkring 1758 blev det antagelig gotiske tårn tårn nedbrudt. Forhallen herunder blev adskilt fra resten af kirken med en mur. Og så fik hele kirken en stor fælles tagkonstruktion, således at basilikaen helt mistede sit ydre særpræg. I de følgende 100 år gik kirken i forfald, hvorfor en restaurering efterhånden var stærkt nødvendig. Arbejdet blev gennemført ved arkitekten H.B. Storck over flere omgange. I 1884 lod han koret og apsidernes mure nedbryde og genopføre i forsøget på at bringe vinduerne tilbage til den oprindelige form. 1890-91 blev højkirken og sideskibene så istandsat. Man genåbnede arkaderne indtil forhallen, og sideskibene fik igen deres lave taghældning. Resultatet blev en meget stringent symmetri, men navnlig vestgavlens blændarkader virker utroværdige. Den middelalderlige kirkeklokke blev ophængt i en klokkestabel på kirkegården. Storcks restaurering genskabte mange af de oprindelige forhold ganske korrekt, men resultatet blev desværre temmelig tørt og sterilt.

## Inventar
Af oprindeligt inventar findes døbefonten, som er et romansk arbejde. Den er udført i granit med liljeformede relieffer på kummen samt en fremrakt hånd, der bærer et kors. Prædikestolen er fra omkring år 1600, men med malede våbenskjolde fra 1700-tallet for greve Christian Rantzau og dennes to hustruer. Alteret er af keramikfliser med blå glasur og viser Jesus som korsfæstet og som Guds lam. Det er udført efter tegning af Storck sammen med Thorvald Bindesbøll på Utterslev Pottemageri ledet af Johan Wallmann.
I kirken findes to skakbrætsten. Den ene med 4 vandrette og 6 lodrette rækker på vestmuren af triumfvæggen er speciel ved at sidde indvendigt i kirkerummet.